# Дом-музей Наримана Нариманова (Тбилиси)
Дом-музей Наримана Нариманова (азерб. Nəriman Nərimanovun ev-muzeyi (Tiflis)) — учреждение культуры историко-литературной направленности в Тбилиси. Является собственностью Республики Азербайджан

## История

Макет дома, в котором родился Нариман Нариманов.

Музей был открыт в 1982 году на улице Мирза Шафи, в доме, принадлежавшем ещё предкам Наримана Нариманова. Здесь он родился.
В декабре 2008 года (по другим данным, в 2007 году) старая застройка улицы Мирза Шафи была снесена при реконструкции всего района, при этом Дом-музей Наримана Нариманова был разрушен, однако правительства Грузии и Азербайджана достигли соглашения о воссоздании музея и в 2017 году он был восстановлен, но уже по адресу ул. Иосифа Гришашвили, 41.
Реконструкция была проведена компанией MStudio, дом был воспроизведён с увеличением объёма, что позволило расширить экспозиционное пространство, было создано 6 экспозиционных комнат, а также административные и технические помещения. Особый интерес представляют воссозданные знаменитые грузинские балконы с деревянными перилами. Перед домом установлен бюст Нариманова.

## Экспозиция
Представлены экспонаты, рассказывающие о жизни и творчестве азербайджанского советского государственного деятеля Наримана Нариманова, его рукописи, книги, произведения, адресованные ему письма и др.